# Mattia Perin
Mattia Perin (Latina, 10 de novembro de 1992) é um futebolista italiano que atua como goleiro. Atualmente joga pela Juventus. 

## Carreira

### Genoa
Nascido em Latina, Perin é cria do Genoa. Ele foi promovido ao time principal em janeiro de 2010, como terceiro goleiro, e recebeu a camisa 88. Ele apareceu no banco nas partidas contra Grosseto (20 Outubro de 2010), Vicenza (24 de Novembro de 2010), Inter (12 de Janeiro de 2011) e Lazio (14 de Maio de 2011). Ele fez sua estreia profissional na Serie A em 22 de Maio de 2011, jogando como titular na vitória por 3-2 em casa contra o Cesena. Perin já chegou a ser chamado de "novo Buffon".

### Padova
Em julho de 2011, ele foi emprestado para o Padova da Serie B. Ele fez sua estreia na Serie B em 1 de Outubro de 2011, jogando como titular na partida fora de casa venceu por 4-2 contra o Empoli.

### Pescara
Na janela de verão de 2012, ele foi emprestado ao Pescara , recém promovido para Serie A , obtendo-se 29 jogos no campeonato ao final da temporada.

### Juventus
Em 8 de junho de 2018, foi contrato pela Juventus por 12 milhões de euros, mas 3 milhões em variáveis, assinando contrato até junho de 2022.

## Seleção Italiana
Com a Itália Sub-17 ele jogou como o primeiro goleiro, tanto no Campeonato Sub-17 Europeu de 2009 quanto na Copa do Mundo Sub-17 de 2009.
Com a Itália Sub-19, Perin jogou como segundo goleiro no Europeu de 2010 Sub-19.
Ele fez sua estreia na Itália Sub-21 em 11 de agosto de 2010, com apenas 17 anos, em um amistoso contra a Dinamarca .
Na temporada 2011-12 Perin jogou uma vez para a Itália Sub-21 e duas vezes para a Itália Sub-20. Ele recebeu sua primeira convocação para a Seleção Principal em 15 de Agosto de 2012 pelo treinador Cesare Prandelli, para o amistoso contra a Inglaterra, em Berna.
Perin foi incluído na provisória de 30 convocados de Prandelli na Copa de 2014 no Brasil, e, em seguida, confirmado nos 23 convocados, como o terceiro goleiro atrás de Gianluigi Buffon e Salvatore Sirigu . Ele se tornou o jogador mais jovem do plantel.
Ele fez sua estreia com na equipe principal em 18 de Novembro de 2014, em um amistoso contra a Albânia, substituindo Sirigu nos 17 minutos finais, e a Itália venceu por 1-0.

## Títulos
Juventus
- Campeonato Italiano: 2018–19
- Supercopa da Itália: 2018
- Coppa Italia: 2023–24